# Egbert z Trewiru
Egbert z Trewiru (ur. ok. 950, zm. 8 lub 9 grudnia 993) – arcybiskup Trewiru w latach 977-993.
Egbert był synem hrabiego Holandii Teodoryka II i Małgorzaty Flandryjskiej oraz bratem Arnulfa. Ukończył szkołę klasztorną w Egmont i w 976 r. został kanclerzem cesarza Ottona II. Funkcję tę pełnił przez rok. W 977 r. władca mianował Egberta arcybiskupem Trewiru.
Diecezja trewirska była wówczas zniszczona poprzez najazdy wikingów. Egbert ufundował wiele kościołów i przeniósł relikwie świętego Maternusa do trewirskiej katedry. W latach 980-983 wziął udział w wyprawie cesarza do Włoch, skąd przywiózł wiele relikwii. W 983 r. w Weronie podpisał traktat z Wenecją. W 984 r. poparł Henryka Kłótnika w jego staraniach o sukcesję po Ottonie II, ale już rok później pozyskał łaskę opiekunów nowego cesarza Ottona III, którzy wysłali go na rozmowy pokojowe z królem Francji Ludwikiem V Gnuśnym.
Egbert był mecenasem sztuki. Ufundował Kodeks Egberta dla opactwa św. Paulina w Trewirze. Na jego zamówienie wykonano także Psałterz Egberta (zwany również Kodeksem Gertrudy) oraz Registrum Gregorii. W warsztacie Egberta w Trewirze, jednym z najważniejszych warsztatów złotniczych okresu ottońskiego, wykonano m.in. relikwiarz św. Andrzeja, relikwiarz gwoździa (oba w skarbcu katedralnym w Trewirze), relikwiarz laski św. Piotra (skarbiec katedry w Limburgu), okładkę Złotego Kodeksu z Echternach oraz plakietę fundacyjną krzyża Ottona i Matyldy (skarbiec katedry w Essen).